# 藤本勝司
藤本 勝司（ふじもと かつじ、1943年（昭和18年）7月28日 - ）は、日本の実業家。日本板硝子社長を務めた。

## 人物
兵庫県出身。甲陽学院高等学校、京都大学工学部工業化学科を経て、同大大学院工学研究科を修了。1968年（昭和43年）4月、日本板硝子に入社。
2004年（平成16年）に社長に昇格し、後ろ盾となった出原洋三会長とともに最大手の旭硝子（現・AGC）に対抗してグローバル化を推し進めたが、後任に据えた外国人社長が相次いで辞任するなどの人事上の混乱を招き、またリーマンショックなどの影響で巨額の赤字を計上する事態となり、12年にはムーディーズ・ジャパンからグループ全体の信用格付けがBa3に引き下げられた。こうした事態を受け、同年社長に就いた吉川恵治に再建を託し、翌年会長から退いた。

## 親族
タレントの千秋は実娘。谷口一郎（元三菱電機社長・会長）とは親戚関係にある。
千秋は短大時代、父の反対を押し切り、オーディション番組『ゴールド・ラッシュ!』（フジテレビ）に出場して優勝。翌1992年（平成4年）に『ウゴウゴルーガ』（フジテレビ）のレギュラーに抜擢された。事務所の方針や家族の意向などもあり、父について余り触れてこなかったが、芸歴30周年を迎えた2021年（令和3年）9月、自身のInstagramで初めて父の職業について綴り、「父は（日本板硝子の）千葉工場長になるのが夢だった。スーツよりも作業着を着ていたい人だった」と明かした。

## エピソード
- プロ野球の阪神タイガースの熱烈なファンであり、東京の政財界で初めて作られた阪神タイガース公認の阪神後援会「道一筋会」の発起人を務めた。千秋も道一筋会の会員になっており、「父からタイガースファンとしての英才教育を受けた」と語っている。
- 1985年（昭和60年）の阪神優勝の際には、家族と近所に約200個の紅白饅頭を配り、03年の優勝の時には当時の監督である星野仙一に因み、家族で1001（せんいち）個の紅白饅頭を作って、関係各所に配って回った。

## 経歴
- 1966年3月 - 京都大学工学部工業化学科卒業。
- 1968年3月 - 京都大学大学院工学研究科修士課程修了。
- 1968年4月 - 日本板硝子株式会社入社。
- 1996年6月 - 研究技術企画部長。
- 1998年6月 - 取締役光事業部長。
- 2002年6月 - 常務取締役。
- 2004年6月 - 代表取締役社長執行役員。
- 2007年6月 - 代表取締役社長執行役員兼CEO。
- 2008年6月 - 取締役会長。
- 2009年10月 - 取締役代表執行役社長兼CEO。
- 2010年4月 - 取締役会議長兼取締役会長。
- 2010年6月 - 日本建材・住宅設備産業協会会長。
- 2013年3月 - 取締役。
- 2013年6月 - 相談役[5][6]。